# Agapito Lozada
Agapito Lozada (1938 – Parañaque, 29 luglio 2011) è stato un nuotatore filippino, che ha partecipato alle Olimpiadi di Melbourne 1956, gareggiando nei 200m farfalla e nella Staffetta 4x200m sl.
Ai Giochi asiatici, ha avuto le maggiori soddisfazioni, vincendo 1 medaglia nell'edizione del 1958.